# Dasypolia eucraspeda
Dasypolia eucraspeda är en fjärilsart som beskrevs av Charles Boursin 1968. Dasypolia eucraspeda ingår i släktet Dasypolia och familjen nattflyn. Inga underarter finns listade i Catalogue of Life.